# De Lama

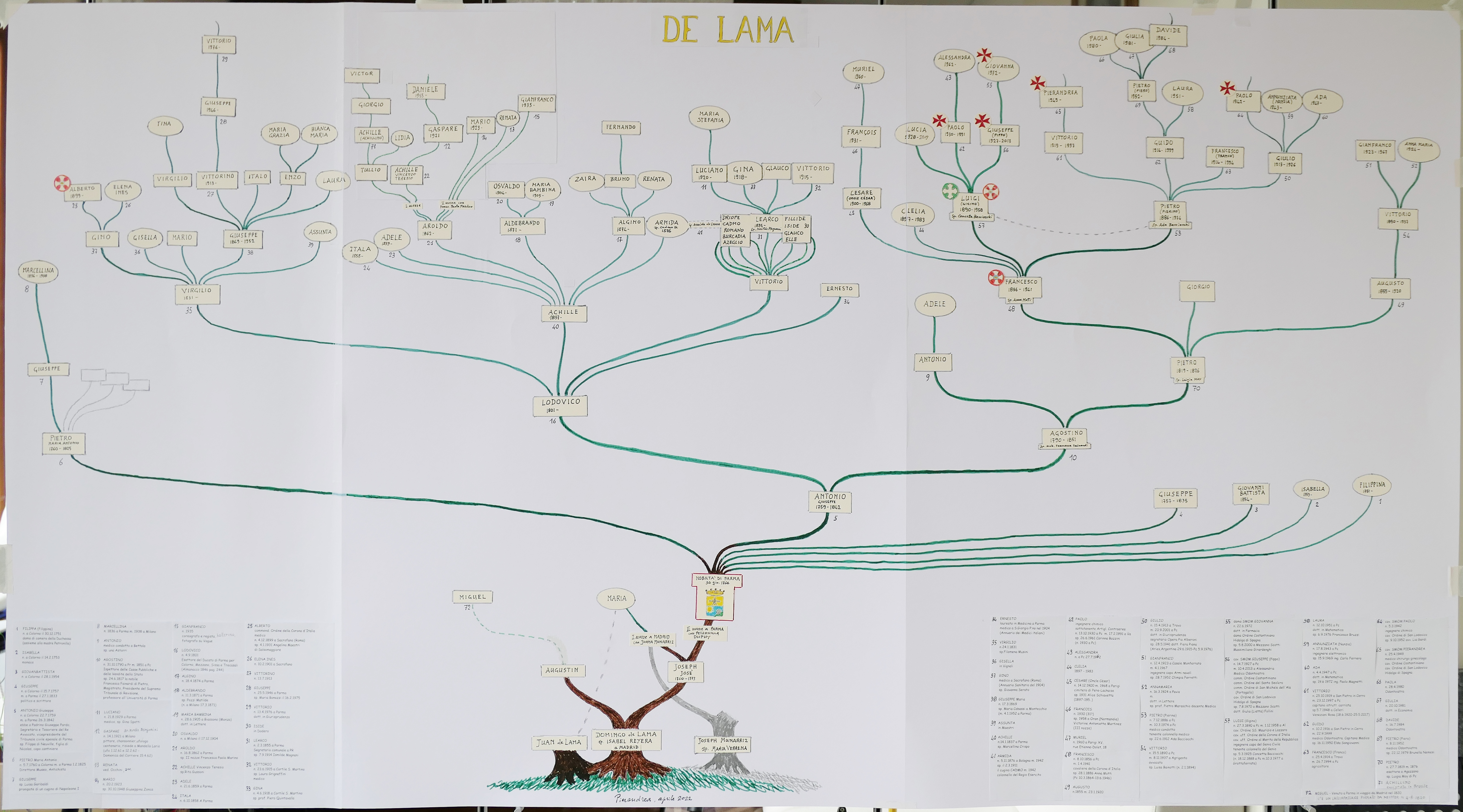
Genealogia della famiglia De Lama.

De Lama, oppure de Lama come si trova scritto nelle carte più antiche, è una famiglia nobile di origine spagnola documentata a Madrid già alla fine del 1600, un ramo della quale alla metà del XVIII secolo si è trasferito in Italia dove poi alcuni suoi membri si sono distinti negli incarichi pubblici, nelle lettere, nelle scienze, nell'industria.

## Joseph
Domingo de Lama (fratello di un altro de Lama, Juan) sposa a Madrid donna Isabel Reyera. Da questa unione nascono due figli: Augustin (che sarà "criado del Rey en el oficio de Guardamanjiar" ovvero impiegato del Re col compito di Sovrintendente ai cibi, e dunque andrà da adulto a operare anch'egli in quell'enorme opificio che era in pratica il Palazzo Reale (come del resto così erano nel Sei - Settecento tutti i Palazzi Reali europei), poi nel 1700 viene alla luce Joseph (o José) che rappresenta il capostipite di questo ramo italiano della Famiglia De Lama. Joseph dopo gli studi entra nel 1720 nella Real Botica (Farmacia Reale) di Madrid come apprendista e lì viene destinato alla chimica nel 1723, durante il regno di Filippo V, il primo Re di Spagna della dinastia dei Borbone.
I locali della Farmacia (oggi visitabili dai turisti) erano situati nella gran parte dell'ala est del complesso del Palazzo Reale, prospiciente la Plaza de Armas, a destra superata la cancellata, e vi sono ancora conservati in antichi scaffali vasi di maiolica, alambicchi e storte, e anche ricettari con medicine prescritte alla famiglia reale.

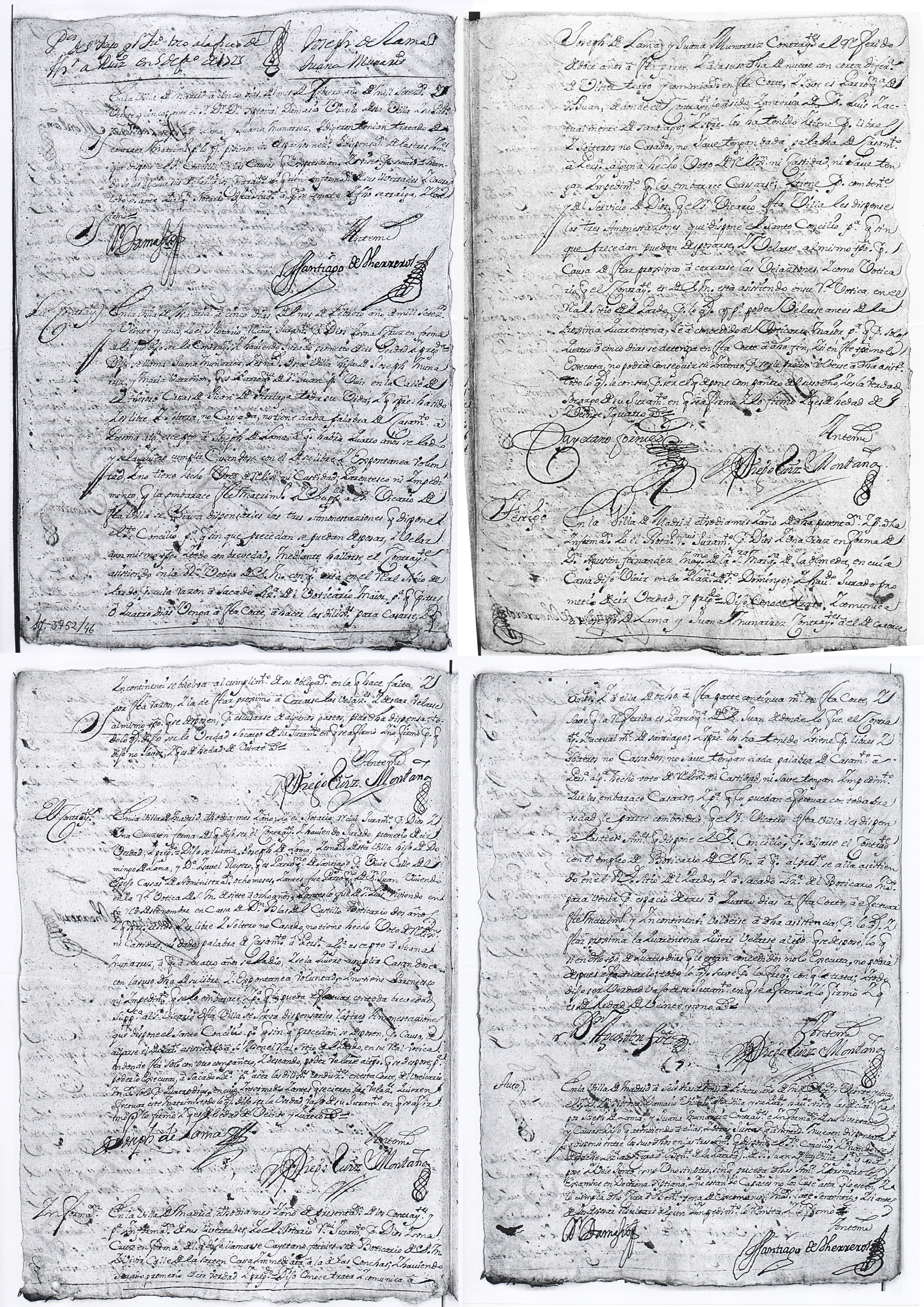
Atto di matrimonio di Joseph de Lama, 1725.

Il 7 febbraio 1725 Joseph si sposa nella chiesa parrocchiale di San Giovanni Battista di Madrid con Juana Munarriz, figlia di Joseph e di Maria Verrena, che gli porta una dote di 6000 reales de vellòn, e vanno a stabilirsi in calle del Tesoro (luogo ancora esistente) di fronte alla Porta della Catena, non lontano dal Palazzo Reale.
Dall'unione nasce una figlia, Maria, e intanto Joseph diventa Aiuto nella Farmacia Reale nel 1734. Purtroppo resta prematuramente vedovo nel 1739.
Dopo essere stato nominato nel 1741 Primo Farmacista dell'Infante don Filippo di Borbone, Joseph affida la figlia Maria alle cure del proprio zio paterno Juan e accompagnato da un Assistente anch'egli proveniente dalla Botica Reale, tale Garcia Martin, parte nel febbraio dell'anno seguente 1742 al seguito dello stesso Infante Don Filippo il quale, dopo aver atteso a Madrid la nascita della primogenita Isabella (che viene alla luce il 31 dicembre 1741), iniziava la spedizione militare verso l'Italia per prendere possesso del ducato di Parma, in conseguenza dell'improvvisa morte dell'imperatore Carlo VI d'Austria (avvenuta nell'ottobre del 1740), lutto che aveva dato inizio alla guerra di successione austriaca.
Entrambi non avrebbero mai più rivisto Madrid. E solo sette anni dopo, nel 1748, il Trattato di Aquisgrana  avrebbe definitivamente assegnato a don Filippo il Ducato parmense che era appartenuto per due secoli alla famiglia materna Farnese.
Negli anni di campagna militare, dopo essere giunti nel 1745 fino a Parma (occupata nel settembre) e a Milano, salvo doverle poi abbandonare l'anno seguente per la controffensiva austriaca, la piccola Corte di cui anche Joseph de Lama faceva parte si stabilì per lo più nei territori savoiardi conquistati a Carlo Emanuele III di Savoia, ad Antibes e a Chambery, città che lascerà solo il giorno di Natale del 1748 per arrivare finalmente a Parma l'8 marzo 1749. Qui il duca Filippo verrà raggiunto alla fine dell'anno dalla moglie Luisa Elisabetta (figlia di Luigi XV di Francia) che si ricongiungeva così al marito, il quale andò a incontrarla a Piacenza il 19 novembre, dopo una separazione che era durata più di sette anni.
Joseph de Lama si stabilisce a Colorno, una cittadina della Bassa Parmense a circa venti chilometri da Parma. In questo luogo nasceranno tutti i suoi figli, e qui la Corte risiedeva per gran parte dell'anno preferendo la Reggia che ivi si trovava al palazzo della Pilotta o a quello del Giardino in Parma, dato che questi ultimi erano in mediocri condizioni e ancor più sguarniti di mobilio dopo che Carlo I di Borbone (il fratello primogenito di Filippo) che era stato Duca di Parma dal 1731 al 1734, diventando Re di Napoli col nome di Carlo III, aveva portato con sé nella nuova capitale molti arredi e opere d'arte della famiglia materna Farnese.  A Parma Joseph dirige la Farmacia Ducale, che era situata in vasti locali d'angolo al piano terra della Pilotta e con gli alloggi per sé e per l'assistente al piano superiore (come si vede nominato espressamente in una mappa dell'architetto Petitot degli anni 1749 - 1766 conservata all'Archivio di Stato), fino alla sua morte avvenuta il 20 aprile 1773.
A Colorno ben presto Joseph de Lama si sposa in seconde nozze con Petronilla Dupuy, una dama francese originaria di Chambery, la prima per dignità (e rilevanza di stipendio) fra le dame di camera, che era stata nominata dalla duchessa Luisa Elisabetta ancella cubicularia incaricata alle cure delle due figlie femmine di Filippo, la principessa Isabella, la quale andrà poi sposa all'arciduca d'Austria Giuseppe, il futuro imperatore Giuseppe II, ma che morirà di vaiolo nel 1763 e così non salirà al trono imperiale, e la principessa Maria Luisa (la prediletta Luison) che sposerà Carlo IV e che diventerà Regina di Spagna.
A seguito di questo secondo matrimonio italiano e nonostante l'età ormai matura di Joseph de Lama, dall'unione con Petronilla nascono sei figli:
- Filippina (Filippa), che sarà per anni dama di camera insieme a sua mamma Petronilla, nasce nel 1751.
- Isabella, che diverrà monaca, nasce nel 1753.
- Giovanni Battista, che viene alla luce nel 1754, sulla cui vita non si hanno notizie.
- Giuseppe, che nasce nel 1757.
- Antonio Giuseppe, nel 1759.
- Pietro Maria Antonio, nel 1760.
Alla morte del duca Filippo, avvenuta per vaiolo nel luglio del 1765 ad Alessandria dove si trovava sulla via del ritorno dall'aver accompagnato a Genova a imbarcarsi la figlia Maria Luisa in partenza per le sue nozze spagnole, gli succede il figlio Ferdinando di Borbone.
Da segnalare che consigliato anche dal primo ministro Du Tillot, in anticipo sui tempi e vincendo molte resistenze anche di esponenti della Chiesa, e la contrarietà dello stesso Archiatra di Corte conte Silvestro Antonio Ponticelli, Filippo aveva fatto inoculare il vaccino antivaioloso (pratica allora chiamata variolizzazione) al figlio maschio Ferdinando che infatti sopravvisse al morbo, a differenza dei suoi genitori e della sorella Isabella a Vienna. L'inoculazione gli fu praticata dall'allora notissimo medico Théodore Tronchin, fautore di una medicina innovativa e moderna e che già alcuni anni prima aveva vaccinato a Parigi i figli del duca D'Orléans. Questo medico fu fatto venire appositamente a Parma da Ginevra, dove esercitava, e in segno di gratitudine il Duca gli concesse il titolo di Patrizio di Parma.
Ferdinando al tempo della morte del padre aveva solo 14 anni, ma viene subito (il 18 agosto di quello stesso 1765) dichiarato maggiorenne dal primo ministro Guillaume du Tillot, sia con lo scopo di sventare eventuali pretese sul Ducato parmense da parte dello zio Carlo III di Napoli, sia perché così era anche esplicitamente stabilito nel testamento paterno, in modo da fargli assumere giuridicamente la pienezza del potere ducale.
Fra i suoi primi provvedimenti il nuovo duca Ferdinando I di Parma il 30 giugno 1766 concede "motu proprio ex certa scientia" a Joseph de Lama e ai discendenti maschi all'infinito il titolo di Nobile di Parma "per aver servito con fedeltà e diligenza per quarantasette anni i suoi augusti genitori" e (cosa inusuale, citandola espressamente) "per i meriti della moglie Petronilla ancella cubicularia al servizio delle sue sorelle Isabella e Eloijsia" (Maria Luisa).

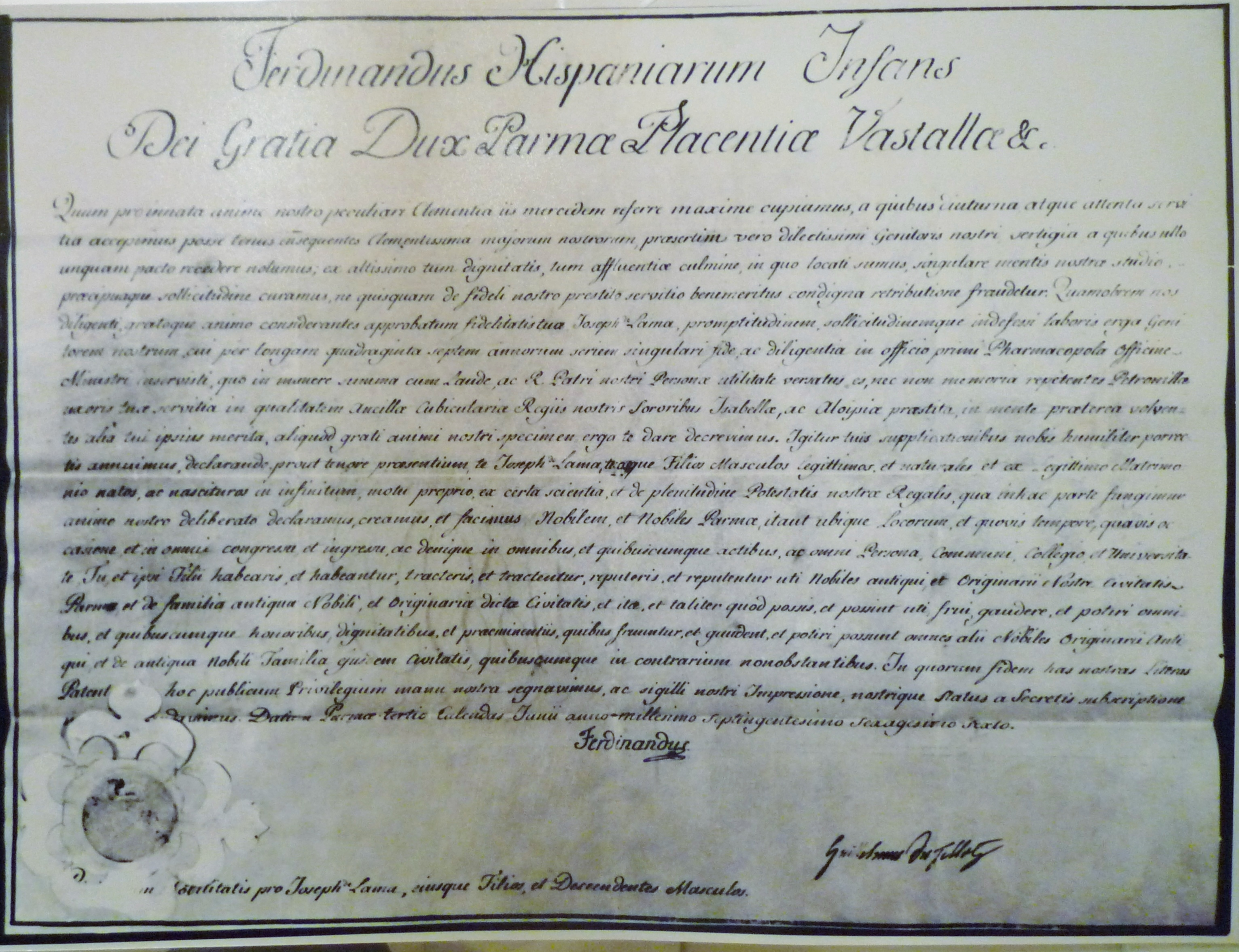
Concessione del titolo di Nobile di Parma a Joseph de Lama

Il decreto di nomina originale su pergamena firmata da Ferdinando e da Guillaume du Tillot è tuttora conservato dalla Famiglia De Lama.
Lo stemma della famiglia, sottostante la corona nobiliare a cinque punte, così si descrive: "troncato: nel primo un'aquila nera coronata in campo d'oro, nel secondo in campo azzurro un sole d'oro irradiante un cespuglio fiorito nascente su una campagna naturale nell'angolo sinistro".
Il motto è: "Transibo".
Dei citati figli di Joseph i tre più giovani hanno lasciato una tangibile memoria di sé.

## Giuseppe

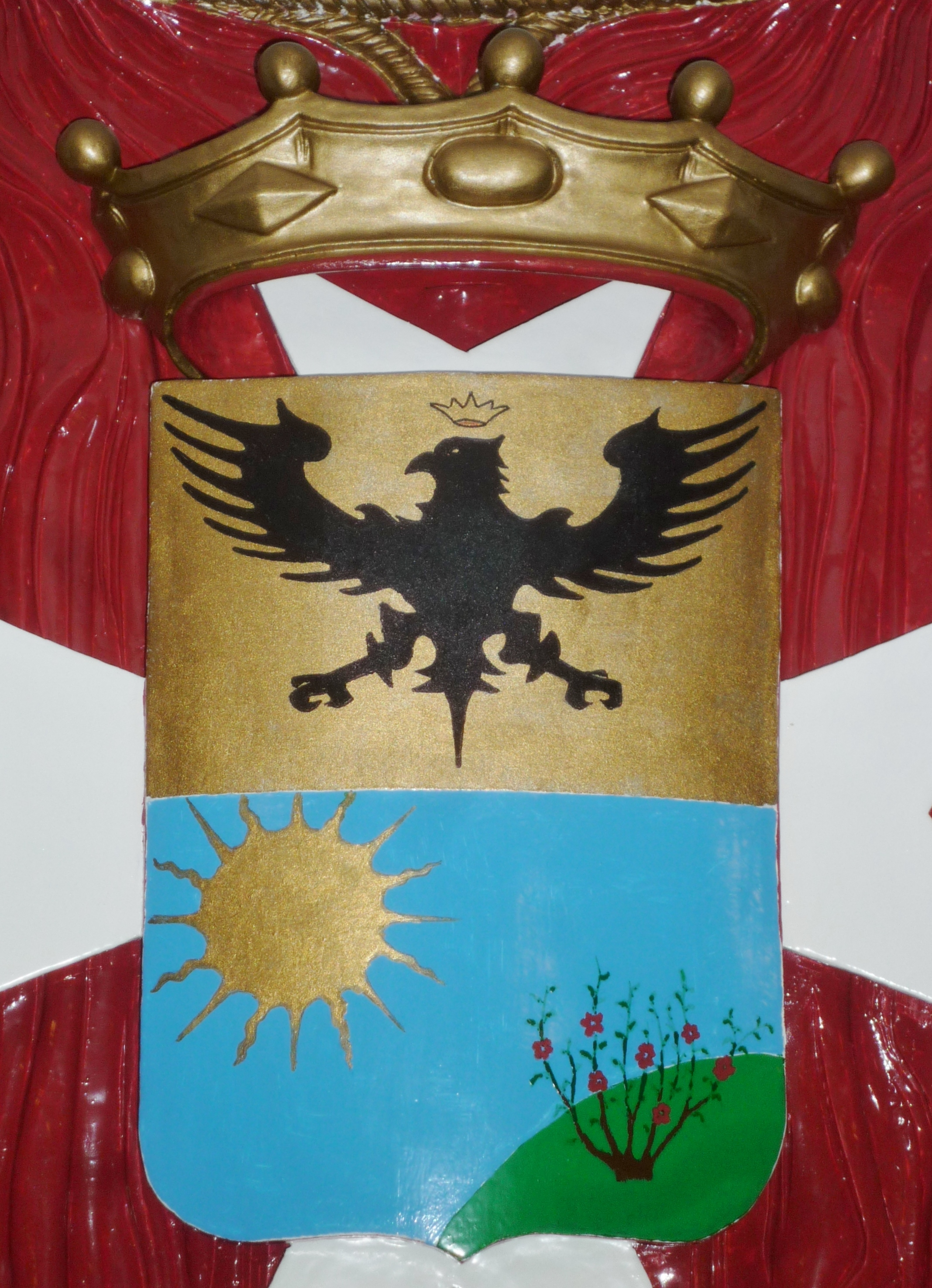
Stemma della Famiglia de Lama

Giuseppe de Lama, il quartogenito, nacque a Colorno il 15 luglio 1757.
Studiò assieme ai fratelli Antonio e Pietro presso il Collegio Lalatta di Parma che dovettero però lasciare per la morte del padre nel 1773; proseguì allora gli studi a Reggio Emilia dove si laureò in Ingegneria. Nel 1779 fu nominato Ingegnere Straordinario col grado di sottotenente, poi divenne tenente d'Infanteria nel 1788.
Apprese lo studio del disegno avendo come maestro Giuseppe Baldrighi e nel 1778 riportò il premio di Nudo all'Accademia di Belle Arti di Parma.
Aspirando a perfezionare la sua preparazione tecnica, ottenne nel 1785 il permesso di trasferirsi a Parigi per tre anni, come solevano fare numerosi sudditi del Ducato nel periodo precedente la Rivoluzione francese, anche per compiacere i gusti filofrancesi dei Sovrani: colà in quel tempo si trovavano aristocratici, artigiani, medici, incisori, artisti. Tra questi il pittore Giuseppe Baldrighi, che gli era stato insegnante a Parma e che era allora allievo di Boucher, e l'incisore Pietro Martini, che divenne suo carissimo amico. Al riguardo va ricordato che anche lo stesso Giuseppe de Lama fu un egregio incisore, tanto da ricevere l'incarico dal Gran Maestro dell'Ordine di Malta Emmanuel de Rohan, che in gioventù aveva risieduto a Parma, di incidere i ritratti dei Gran Maestri dell'Ordine.
A Parigi con rescritto del 17 novembre 1787 Giuseppe de Lama fu delegato alla funzione di segretario dei Ministri parmensi residenti in Francia: del conte d'Argental (al quale fu legato da un rapporto non solo di collaborazione, ma di stima e affetto estesa anche alla sua famiglia, che egli ritrasse in numerosi piccoli dipinti), del conte De Puisigneux, e poi del ministro plenipotenziario De Virieu, che ne fece le lodi.
Nel 1790 ebbe poi l'incarico dalla Corte parmense di mantenere durante il periodo rivoluzionario i carteggi del proprio Ufficio Diplomatico parigino e di redigere bollettini settimanali che egli spedì con regolarità da Parigi alla Corte di Parma, e che ora sono conservati alla Biblioteca Palatina di Parma. Gli argomenti trattati non si riferiscono soltanto a temi politici, ma anche a fatti di vita quotidiana, eventi culturali e scoperte scientifiche. Il tono impersonale di questi bollettini dipende dalla sua posizione di segretario del Ministro; ma dopo la partenza da Parigi di De Virieu (10 settembre 1792), rimasto solo in quei mesi terribili di sconvolgimenti rivoluzionari e fatto oggetto lui stesso di perquisizioni e di sequestro di documenti nella sua abitazione (infatti era sospettato di un'attività di spionaggio), i bollettini diventano lunghi e particolareggiati resoconti, una testimonianza penosa e partecipe dello sprofondare della monarchia francese. Giuseppe de Lama si trovò in quei frangenti da solo a dover affrontare ogni sorta di disagio morale e anche economico, ma ugualmente continuò a servire il suo Sovrano informandolo con regolarità degli avvenimenti che precipitavano e di cui era testimone oculare.
Il 17 ottobre 1793 fu richiamato da Parigi ma gli venne proibito di poter rientrare in Parma, forse per evitare che divulgasse notizie sulla Rivoluzione, oppure a causa di una sua esortazione fatta al Duca (in una missiva del dicembre 1792) a riconoscere la appena proclamata Repubblica francese, al fine della salvaguardia del suo Stato. Quale che ne fosse il motivo, il Duca sussidiò comunque il suo esilio con 1500 lire ogni semestre.
Si stabilì quindi prima a Brescia presso la famiglia dell'amico nobile Agostino Sangervasi, dove continuò la sua attività letteraria componendo sonetti, alcuni anche un poco licenziosi, e poi a Casalmaggiore presso il fratello Antonio de Lama, già allora Procuratore Fiscale ducale, grazie ai buoni uffici del quale ottenne di poter rientrare a Parma nel 1797.
Alla morte del duca Ferdinando fu nominato segretario della Reggenza (ottobre 1802), poi fu segretario della Legazione Etrusca presso il conte Ventura, ministro plenipotenziario in Parma del Re d'Etruria.
Caduto nel 1814 il governo francese, fu eletto segretario del Governo Provvisorio; ma successivamente non venne confermato in alcuna carica pubblica né dal ministro Magawly-Cerati (che in quegli stessi anni aveva inviso anche suo fratello Pietro de Lama) né dalla nuova duchessa Maria Luigia d'Austria e quindi ritornò a vita privata.
Fu allora che la sua attività creativa divenne più che mai rigogliosa e varia: sono pubblicate in quegli anni le descrizioni in italiano e francese delle pitture del Correggio nell'ex convento di San Paolo. Anche la sua amicizia con Gianbattista Bodoni, il famoso tipografo, poté finalmente consolidarsi con la frequentazione quotidiana della sua casa, e così ebbe l'opportunità di incontrarsi di nuovo con i vecchi amici parmensi ai quali dedicò diversi sonetti alcuni anche in dialetto, e di redigere la pregevole "Vita di Giambattista Bodoni" edita dalla Stamperia Reale nel 1816. L'amicizia col famoso tipografo e incisore fu tale che una pergamena vergata dallo stesso Giuseppe de Lama fu inserita in un tubo di piombo e deposta nell'urna di Bodoni al momento delle esequie.Altri suoi scritti furono composti e pubblicati a Brescia: nel 1795 un poemetto in versi sciolti dedicato ai piaceri della vita in campagna, poi altri sonetti in lode della marchesa Marianna del Pozzo Sangervasi consorte dell'amico che lo ospitava durante il suo esilio da Parma e, dolorosamente, "Eloge d'une femme bienfaisante" composto in memoria di questa dopo la sua scomparsa, opera che verrà stampata dal Bodoni nel 1797, come lo sarà anche nel 1828 "Elogio storico del conte Cesare Ventura marchese di Gallinella", del quale era stato segretario. Molti altri suoi manoscritti e l'intensa corrispondenza col fratello ultimogenito Pietro (di argomento sia familiare, che politico, che scientifico) sono conservati alla Biblioteca Palatina di Parma.
Si spense a Parma il 27 gennaio 1833, senza lasciare discendenza.

## Antonio
Antonio Giuseppe de Lama fu il quinto figlio di Joseph. Nacque a Colorno il 22 luglio 1759 e fu tenuto a battesimo da Giuseppe Pardo, tesoriere ducale e segretario del Re di Spagna.
Come i fratelli, dopo aver frequentato il Collegio Lalatta di Parma, che dovettero tutti lasciare dopo la morte del padre nel 1773, sempre in questa città si laureò in Giurisprudenza il 28 giugno 1779 e fu ascritto al Collegio dei Giudici di Parma e intraprese la carriera in Magistratura: il 25 ottobre del 1788 fu nominato dal duca Ferdinando di Borbone Procuratore Fiscale (la patente di nomina come anche il diploma di laurea è nell'Archivio della Famiglia), fu nel 1800 consigliere del Supremo Consiglio di Giustizie e assessore della Real Casa e terminò la carriera come Vicepresidente del Tribunale civile e penale di Parma.
Sposò Filippina de Neuville, dama di camera, figlia del francese Nicolas, per molti anni "Jefe de la Cava", ossia capo delle cantine ducali, ed ebbero due figli: Agostino e Lodovico entrambi con numerosa discendenza successivamente distribuitasi in varie località del Nord Italia.
Si spense il 26 marzo 1842, nella sua casa di via San Barnaba (ora via Garibaldi) 68, in Parma.

## Pietro

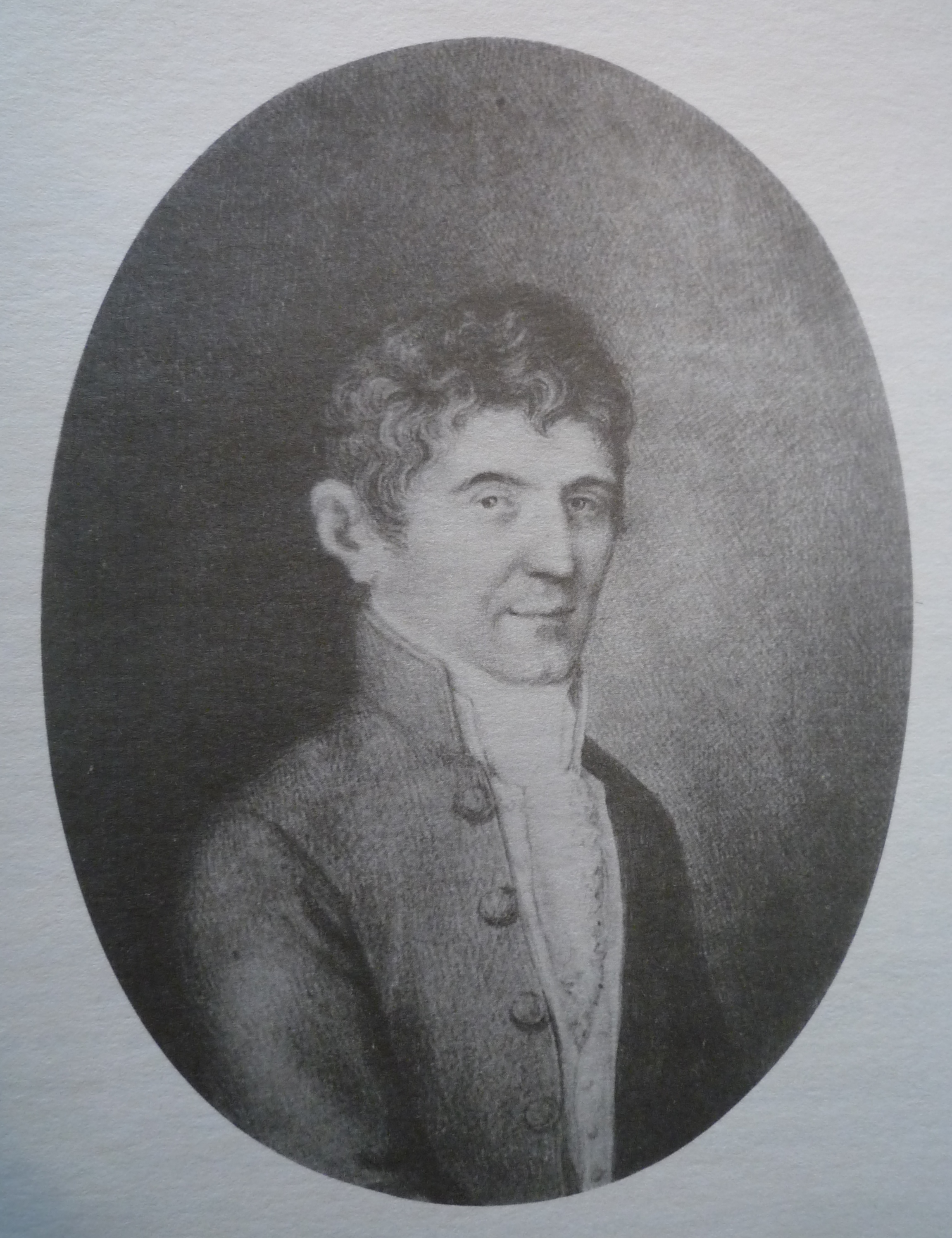
Pietro de Lama

Pietro Maria Antonio de Lama, l'ultimogenito, antichista, è il personaggio più ragguardevole della famiglia, ricordato anche nella toponomastica di Parma e di Colorno.
Nato a Colorno il 5 luglio 1760, visse alcuni anni della sua adolescenza con i fratelli Giuseppe e Antonio al Collegio Lalatta di Parma, finché alla morte del padre ne uscirono, ed egli nel 1775 divenne alunno al Monastero degli Agostiniani detto di San Martino, e ne vestì l'abito. Compiuto a Milano il noviziato, abbandonò ben presto la vita monastica e ritornò alla casa paterna.
Appassionato di studi di archeologia e di antichità e particolarmente di monete e medaglie ebbe a guida e maestro padre Paolo Maria Paciaudi, antiquario di fiducia del duca Filippo e Prefetto del Museo d'Antichità di Parma, che lo ritenne degno, appena diciottenne, d'essere il suo assistente. Alla morte del Paciaudi gli successe come prefetto del Museo l'abate Angelo Schenoni e Pietro de Lama ne venne nominato direttore; poi nel 1799 divenne lui stesso prefetto.
Ampliò le sue conoscenze con viaggi durati anche anni a Roma e a Napoli e a Dresda e a Vienna, oltre che nel piacentino e nel parmense, dei quali lasciò ampie relazioni scritte e corredate di disegni e mappe eseguite con singolare perizia e gusto artistico e ora conservate alla Biblioteca Palatina e presso il Museo Archeologico di Parma, dimostrando con ciò di essere un osservatore meticoloso e attento delle realtà visitate. Con tale bagaglio di esperienza e di conoscenze, ritornato a Parma si preoccupò quindi di ingrandire e migliorare le collezioni dell'istituto che gli era stato affidato, ottenendo per esse finalmente anche una sede appropriata al primo piano del palazzo della Pilotta: il Museo di Antichità di Parma infatti, anche se ufficialmente fondato nel 1760 e uno dei primi musei archeologici aperti al pubblico in Italia, fino ad allora aveva i reparti divisi tra l'Accademia di Belle Arti, dove le statue di Velleia fungevano da modello agli studenti, e la Biblioteca Palatina.
In seguito, sotto la dominazione francese, fu nominato nel 1811 anche Segretario dell'Accademia di Belle Arti, e continuò a prodigarsi per cercare di evitare con ogni mezzo, anche se con poco successo, che il Museo e l'Accademia subissero il saccheggio delle opere più significative.
Una volta cessata l'occupazione francese, nonostante la malevolenza del ministro Magawly-Cerati col quale ebbe ripetuti dissapori, Pietro de Lama fu confermato in carica dalla duchessa Maria Luigia ed ebbe la consolazione di veder tornare le opere sottratte ed anche incrementate le collezioni, sia con l'acquisizione di importanti reperti provenienti da scavi cittadini e di Velleia, sia con l'acquisto di medaglieri che vennero sistemati in nuovi bellissimi stipi di stile rinascimentale che il Museo ancora conserva, realizzati con i risparmi dei suoi viaggi in Italia e in Germania. Nel 1816 puntigliosamente si adoperò per inventariare i quadri della Galleria dopo il ritorno di quelli trasportati a Parigi, così da aumentare e razionalizzare le sale espositive nel nascente nuovo Museo Ducale alla Pilotta. Dopodiché, a seguito di un riordino delle cariche che non aveva condiviso, si dimise da Segretario dell'Accademia conservando il ruolo di Direttore del Museo Archeologico che invece mantenne fino ai suoi ultimi giorni.
Nel 1817, ritornati da Parigi anche i frammenti della Tabula Alimentaria Traianea (la più grande iscrizione bronzea di epoca romana pervenutaci, di 286 x 138 centimetri) e la più piccola tavola della Lex Rubria de Gallia Cisalpina, che erano state rinvenute nei pressi di Velleia rispettivamente nel 1747 e nel 1760, si dedicò al loro restauro e al loro studio, cui seguì alcuni anni dopo la pubblicazione di due approfondite opere su questi argomenti.
Oltre a ricoprire per anni la carica di Segretario dell'Accademia di Belle Arti, di Direttore della Galleria delle Statue e dei Quadri e di Direttore del Museo Archeologico nel palazzo della Pilotta, fu socio dell'Accademia Archeologica di Roma, di quella delle Belle Arti di Vienna e dell'Institut de France. Fu anche segretario perpetuo della Ritterakademie (l'Accademia dei giovani nobili) di Vienna.
Oltre alle opere manoscritte e a un ricchissimo carteggio con numerosi studiosi italiani ed europei, il tutto conservato in diversi fondi archivistici di Parma, pubblicò svariati contributi su giornali scientifici e diverse edizioni a stampa, sulla "Tavola Alimentaria Veleiate detta Traianea" e sulla "Tavola legislativa della Gallia Cisalpina", sopra citate, sulle raccolte di epigrafi del Museo, e sul ritrovamento a Parma di aurei e monili nel 1821 in occasione della costruzione del Teatro Ducale. La "Guida del forestiere al Ducal Museo d'Antichità di Parma" fu la sua ultima opera pubblicata, pochi mesi prima della sua scomparsa.
La figura di Pietro de Lama non sarebbe poi completa senza annotare che nonostante le sue erudite e altolocate frequentazioni e i costumi morigerati, ugualmente trascorse tutta la vita in condizioni di quasi indigenza talvolta "senza poter nemmeno acquistare i libri per i suoi studi" e che si accasò con "una povera fanciulla mendicante ma onesta" (sono le sue parole, in una lettera a un amico). Evidentemente egli mantenne, anche dopo esserne uscito, quegli ideali di povertà che in gioventù lo avevano indotto, come ricordato, a vestire l'abito degli Agostiniani.
Si spense a Parma il 1º febbraio 1825 lasciando quattro figli viventi dei sette nati, uno dei quali, Giuseppe (padre di Marcellina), è menzionato negli Almanacchi di Corte dal 1834 al 1858 nel ruolo prima di commesso e poi di segretario del Museo.

## Marcellina
Degna di una citazione è anche la sunnominata Marcellina de Lama, nata a Parma il 6 marzo 1836 e morta ultracentenaria a Milano nel 1938. Era nipote di Pietro e figlia di Giuseppe e di Luisa Garibaldi, pronipote di un cugino di Napoleone I Bonaparte, e nella sua gioventù fu suddita del Ducato e fu molto attiva per ottenere la libertà di Parma; poi quarantasettenne si trasferì nel 1883 a Milano per seguire il marito che era stato nominato Vicedirettore delle locali carceri di San Vittore. Restò sempre di animo patriottico e progressista e amava raccontare che uno dei più bei ricordi della sua lunghissima vita fu il bacio che da giovinetta ricevette da Giuseppe Garibaldi quando l'Eroe dei due mondi visitò nel 1862 la città di Parma.

## Gaspare

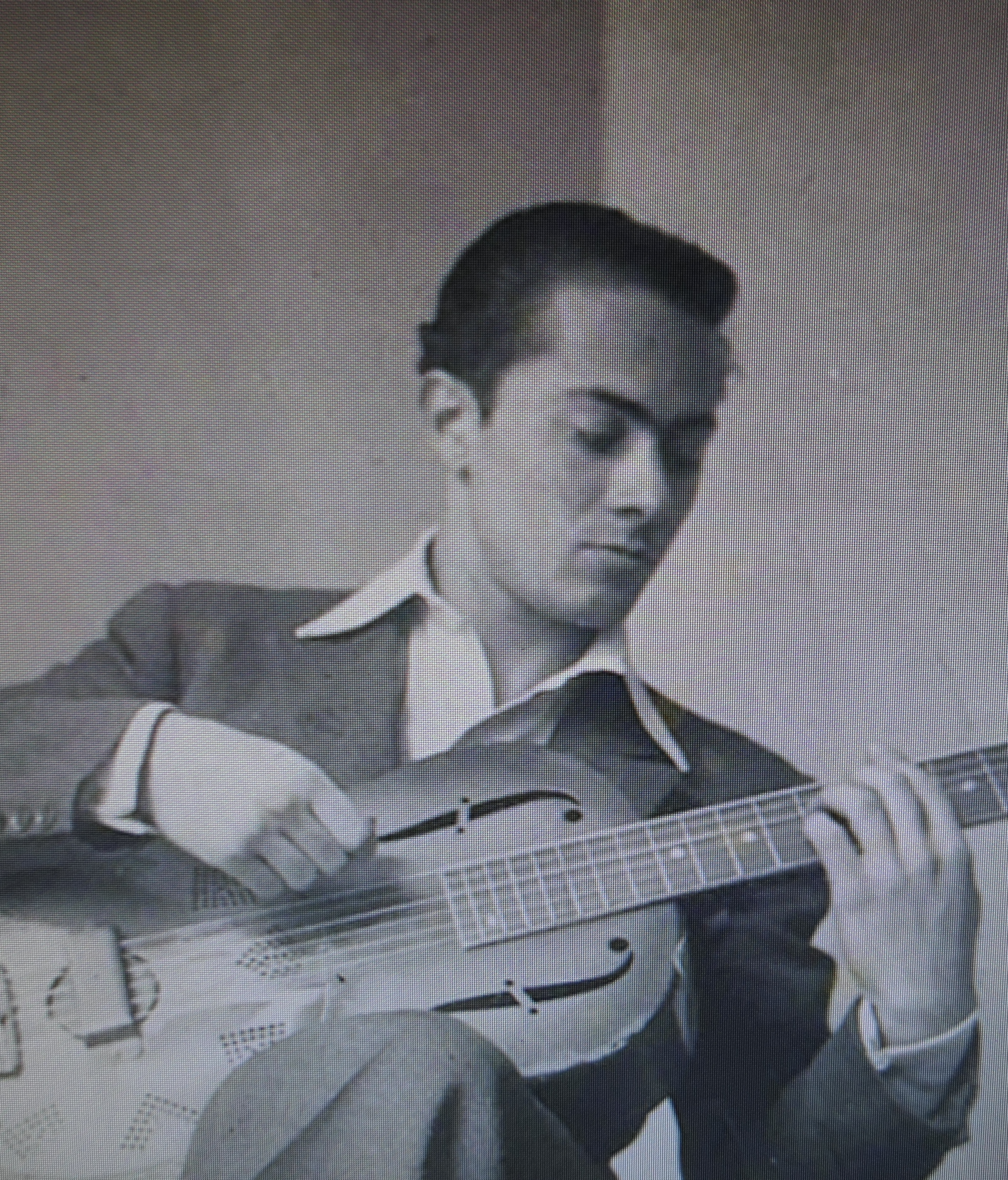
Gaspare De Lama

In tempi più recenti, un altro componente notevole e poliedrico della famiglia è Gaspare De Lama. Nato a Milano nel 1921 e figlio di Achille, di Aroldo, discendenti da Lodovico, fu in gioventù chitarrista professionista e paroliere e insieme alla moglie Mirella Bergamini formò il duo musicale "Gaspard & Mireille" che tenne partecipati concerti dal vivo e incise per la "Magistral Record Music" (una Casa discografica che fu attiva dal 1965 al 1970) numerosi dischi di ballate popolari e, accompagnandosi con chitarra e ukelele, di musica polinesiana, questi ultimi ispirati dai luoghi dove essi avevano effettuato una tournée durata alcuni mesi.
A partire dal 1947 iniziò anche a dipingere diventando un apprezzato pittore: prese parte a varie manifestazioni come i "Premi Matteotti" in varie località, Suzzara, Forte dei Marmi, Lissone, e ricevette una menzione della giuria del "Premio sanatrice Borletti". Venne anche scelto tra i dieci pittori rappresentanti la Lombardia alle Olimpiade Culturali di Roma del 1950. Poi dal 1951 al 1966 ha esposto le sue opere in Mostre collettive e personali, alla Galleria Gussoni, del Giorno, dei Magi, e altre. Il dipinto Ragazza col ventaglio può essere rappresentativo del suo stile pittorico.
Fu però dagli anni 60 del XX secolo che ebbe notorietà nazionale (sia pure nell'ambito degli appassionati di ufologia, ma comunque tale da ottenere nel 1962 una copertina della "Domenica del Corriere", allora il più diffuso settimanale italiano) per i suoi asseriti ripetuti contatti con ufo e creature aliene.

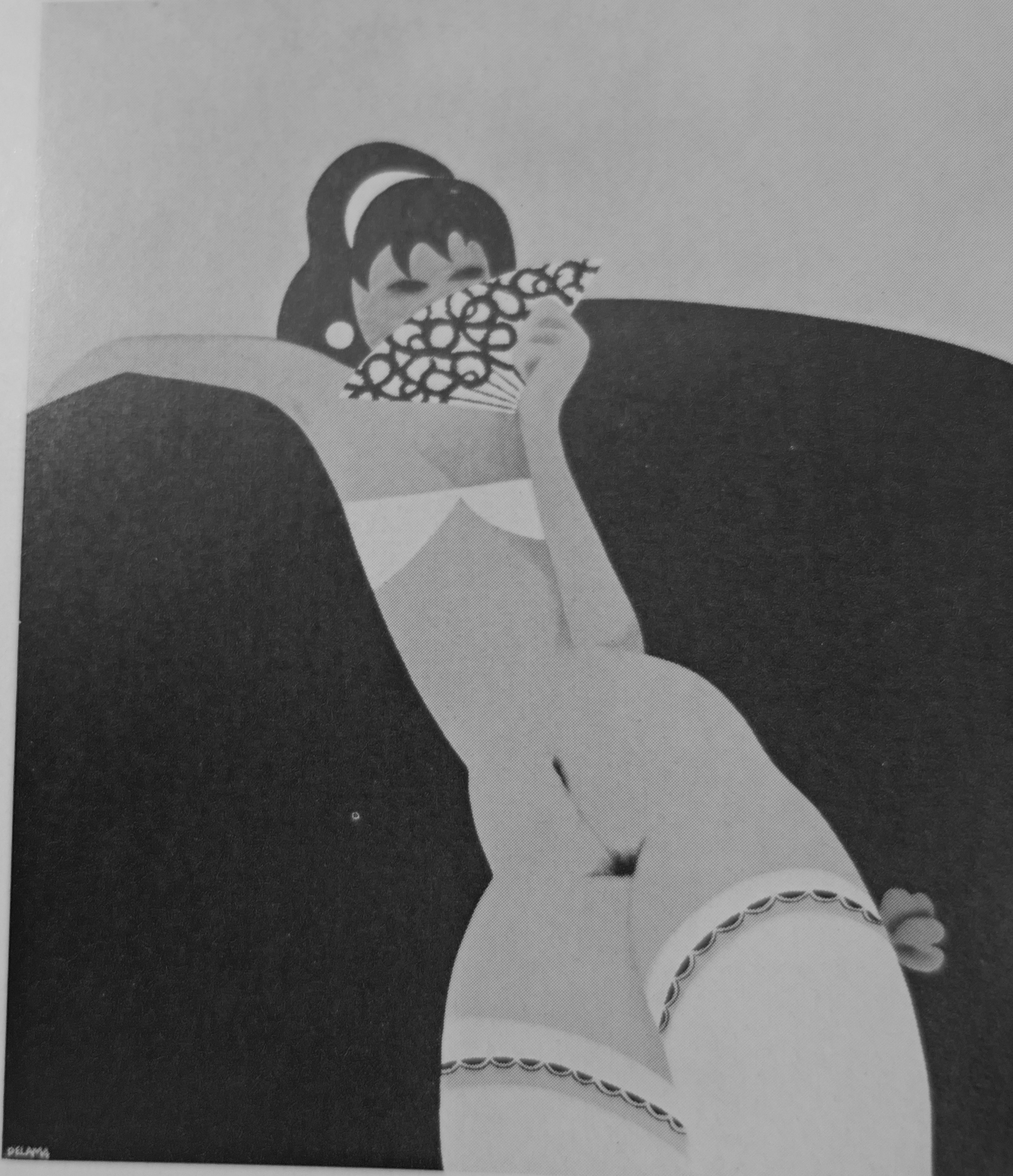
Ragazza col ventaglio.

Successivamente a quell'episodio Gaspare De Lama fu anche fra i protagonisti di quello che nell'ambiente ufologico viene ricordato col nome di "Gruppo Amicizia", un numeroso gruppo di persone che per anni avrebbe avuto "incontri ravvicinati del terzo tipo" con creature aliene (fino al 1978, anno in cui esse avrebbero abbandonato la Terra). Ci furono sostenitori e detrattori, ma egli è considerato in questo contesto uno dei testimoni più affidabili di quella straordinaria vicenda e negli anni viene ripetutamente intervistato sull'argomento. In queste occasioni Gaspare De Lama, parlando con spirito di artista e non di scienziato, ha sempre sostenuto la veridicità di quanto raccontato, pur riconoscendo che sia inspiegabile per le attuali conoscenze umane, ma ha sempre rimarcato come i terrestri riescano a interagire solo con una piccola parte dell'Universo, mentre tutto il resto è Materia Oscura ed Energia Oscura che di norma restano ignote.
Muore il 1º febbraio 2024 all'età di 102 anni. Dal matrimonio con Mirella Bergamini, anche lei pittrice e con la quale ha condiviso tutta la vicenda del Gruppo Amicizia, nel 1955 è nato un figlio di nome Daniele.

## Gianfranco
Infine, ma solo per un motivo cronologico, è senz'altro da ricordare Gianfranco (Franco) De Lama, nato nel 1923 a Casale Monferrato e figlio di Vittorio, di Augusto, di Pietro, di Agostino. Egli, laureato in Ingegneria, già capitano delle Armi Navali durante il secondo conflitto mondiale, intuendo che il bisogno di macchinari anche per l'industria farmaceutica avrebbe accompagnato la ricostruzione postbellica del Paese, ha avuto il merito di aver fondato nel 1949 una fabbrica per la produzione di sterilizzatori in autoclave dedicati a questo specifico settore chiamandola appunto "De Lama".
Questa idea imprenditoriale si rivelò vincente, così che negli anni successivi l'azienda si espanse in modo sempre più importante. Dopo la prematura scomparsa dell'ingegner Franco nel 1967 la "De Lama" passa nelle altrettanto capaci mani della vedova signora Olimpia Ferretti, da lui sposata nel 1952, che ne resta Amministratore unico fino alla fine, nel 2009. Non essendoci stata una discendenza maschile il cognome De Lama è scomparso dalla proprietà e dal management, ma resta come marchio di un'azienda internazionale che continua così a ricordare il suo fondatore e la famiglia che gli ha dato i natali.

## Altri discendenti

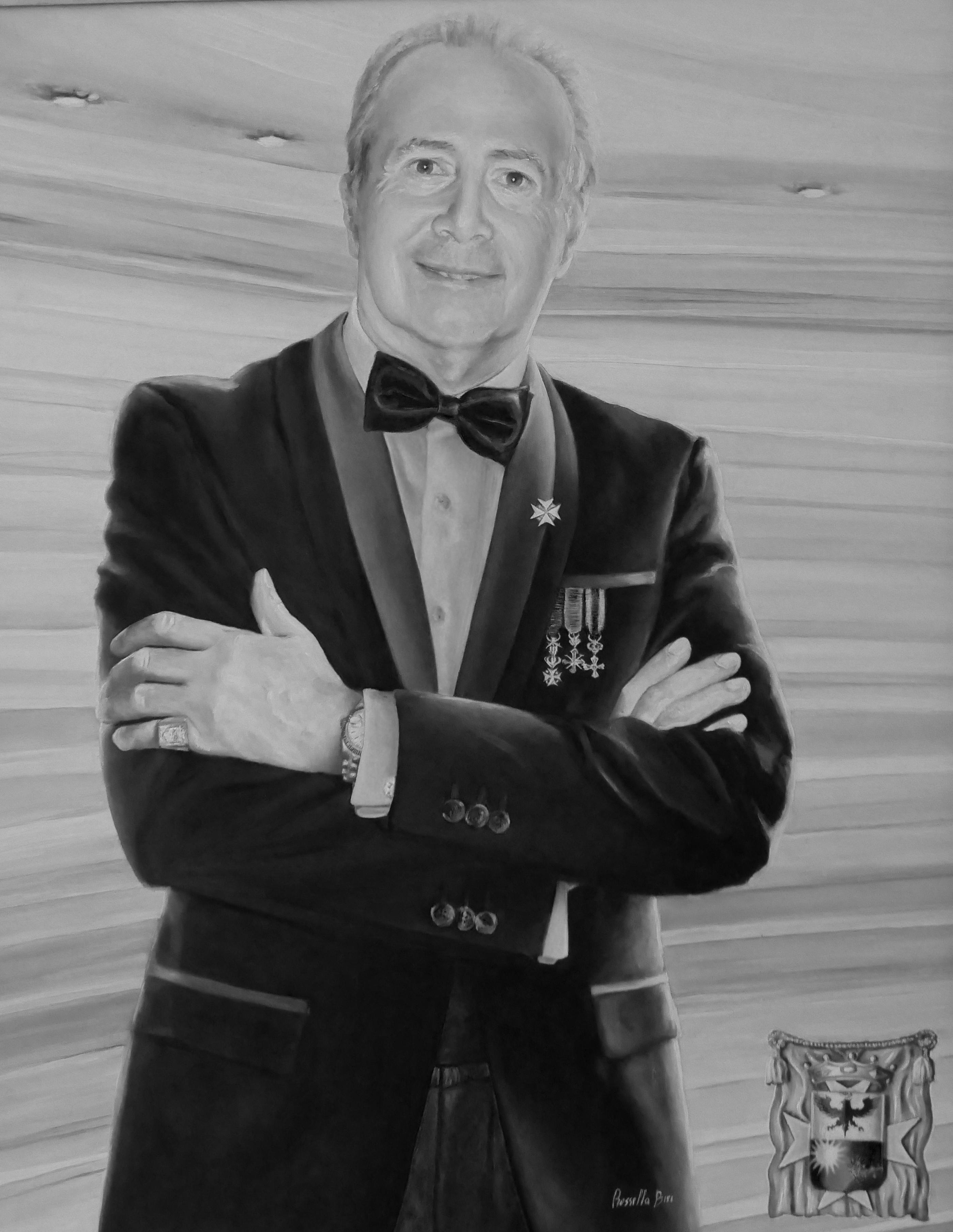
Pierandrea de Lama.

Numerosi poi sono i membri della famiglia De Lama discendenti da Agostino e Lodovico (figli di Antonio, figlio di Joseph) che hanno conservato vivo il legame ideale con la Spagna e con la dinastia Borbone e sono stati accolti in associazioni nobiliari e ordini cavallereschi, a partire dal nobile di Parma ingegnere Luigi (1890-1958) cavaliere dell'Ordine dei SS. Maurizio e Lazzaro, cavaliere ufficiale dell'Ordine della Corona d'Italia, cavaliere ufficiale dell'Ordine al Merito della Repubblica Italiana, e i di lui figli il nobile di Parma ingegnere Paolo (1930-1991) cavaliere di grazia e devozione del SMO di Malta, e il nobile di Parma dottore medico odontoiatra Giuseppe (1927-2013) cavaliere di grazia e devozione del SMO di Malta, commendatore di grazia del SMO Costantiniano di San Giorgio, commendatore dell'Ordine Equestre del Santo Sepolcro di Gerusalemme, commendatore dell'Ordine di S. Michele dell'Ala (Portogallo), cavaliere di I classe dell'Ordine di San Lodovico, Hidalgo di Spagna. La di lui figlia, nobile di Parma Giovanna (1972), è dama di grazia e devozione del SMO di Malta e dama di grazia del SMO Costantiniano di San Giorgio, e Hidalga di Spagna.
Anche i cugini nobile di Parma ingegnere chimico Paolo (1942, figlio di Giulio, di Pietro) e nobile di Parma dottore in medicina ginecologo Pierandrea (1949, figlio di Vittorio, di Pietro), discendenti dal citato Agostino,  hanno il titolo di cavaliere di grazia e devozione del SMO di Malta, sono Hidalgos di Spagna e nel 1998 sono stati insigniti da S.A.R. il duca Carlo Ugo di Borbone del titolo di cavaliere di I classe dell'Ordine di San Lodovico. Il nobile di Parma Pierandrea è anche cavaliere di grazia e devozione del SMO Costantiniano di San Giorgio.
All'inizio del XXI secolo rami fiorenti della Famiglia De Lama risiedono a Parma, Piacenza, Alessandria, Como.